# 小行星3696
小行星3696（英語：3696 Herald）是一颗围绕太阳公转的小行星。1980年7月17日，愛德華·鮑威爾在可可尼诺县发现了此天体。
这颗小行星的绝对星等为12.3等。
小行星以澳洲業餘天文學家大衛·夏勞 (David Herald) 命名，以表示揚他在彗星及小行星掩星觀測上的傑出工作。他在全球測定彗星位置數量位居第二，亦是著名現代掩星預報軟件  Occult 的作者。